# Mauro Rosales
Mauro Damián Rosales (* 24. Februar 1981 in Villa María, Provinz Córdoba) ist ein ehemaliger argentinischer Fußballspieler. Er absolvierte zehn Länderspiele für die argentinische Fußballnationalmannschaft und spielte auf Vereinsebene neben seiner Heimat auch in den Niederlanden sowie in den Vereinigten Staaten und in Kanada.

## Karriere

### Verein
Der offensive Mittelfeldspieler begann seine Profikarriere im Jahre 1999 bei den Newell’s Old Boys aus Rosario, für die er bis 2004 in 119 Ligaspielen 30 Tore erzielte. Zwei Tage nach dem Gewinn des olympischen Fußballturniers 2004 nahm ihn der niederländische Rekord- und amtierende Meister Ajax Amsterdam unter Vertrag. Für Ajax absolvierte er 63 Ligaspiele und gewann 2005 und 2006 die Johan-Cruyff-Schaal sowie 2006 den KNVB-Pokal.
Nach zweieinhalb Jahren, die von mehreren Verletzungen Rosales' überschattet waren, wechselte er im März 2007 zurück nach Argentinien zu River Plate aus der Hauptstadt Buenos Aires. Im April erzielte er in seinem ersten Superclásico gegen die Boca Juniors den Ausgleichstreffer und sicherte seinem neuen Klub somit einen Punkt beim Auswärtsspiel in der Bombonera. Mit den Argentiniern gewann er 2008 die Clausura in der Primera División.
Im Februar 2011 absolvierte Rosales ein Probetraining beim Seattle Sounders FC, woraufhin er am 18. März 2011 zu dem Major-League-Soccer-Franchise wechselte. In seiner ersten Saison wurde er zum Newcomer of the Year gewählt und gewann mit seiner Mannschaft den Lamar Hunt U.S. Open Cup. In den drei Spielzeiten bis 2013 kam Rosales in 86 Ligaspielen zum Einsatz, erzielte dabei 12 Tore und gab 34 Torvorlagen, die ihn zum Rekordvorlagengeber Seattles in der MLS machten.
Zur Saison 2014 wechselte er innerhalb der Liga zum CD Chivas USA aus der Metropolregion Los Angeles. Noch während der Saison nahm ihn das kanadische Franchise Vancouver Whitecaps unter Vertrag, das ebenfalls in der Major League Soccer antrat. Hier spielte er die kommenden zwei Spielzeiten und gewann mit seiner Mannschaft 2015 die Canadian Championship. 2016 stand er beim FC Dallas unter Vertrag, mit dem er die reguläre MLS-Saison sowie seinen zweiten U.S. Open Cup gewann. Nach einer Rückkehr zu den Vancouver Whitecaps 2017 endete im gleichen Jahr seine Profikarriere. 2019 gab er ein Comeback beim Amateurverein Alumni de Villa María aus seiner Geburtsstadt, für den er bereits in seiner Jugend gespielt hatte.

### Nationalmannschaft
Rosales gewann 2001 vor heimischer Kulisse die Junioren-Fußballweltmeisterschaft mit der argentinischen Auswahl. Für die argentinische A-Nationalmannschaft bestritt er im Jahr 2004 zehn Spiele, fünf davon bei der Copa América in Peru, bei der Argentinien bis ins Finale vordrang, wo man Brasilien unterlag. Im gleichen Jahr gehörte er auch zum Kader der argentinischen Mannschaft, welche bei den Olympischen Sommerspielen in Athen die Goldmedaille gewann. In seinem letzten Länderspiel, einem WM-Qualifikationsspiel gegen Peru, erzielte er sein einziges A-Länderspieltor. Nach seinem Wechsel zu Ajax Amsterdam wurde er nicht mehr berücksichtigt.

## Erfolge

### Verein
- Johan-Cruyff-Schaal: 2005, 2006
- KNVB-Pokal: 2006
- Clausura in der argentinischen Primera División: 2008
- MLS Supporters’ Shield 2016
- Lamar Hunt U.S. Open Cup: 2011, 2016
- Canadian Championship 2015

### Nationalmannschaft
- Junioren-Fußballweltmeisterschaft: 2001
- Goldmedaille bei den Olympischen Sommerspielen: 2004

### Persönliche Auszeichnungen
- Newcomer of the Year in der Major League Soccer: 2011